# Depressão térmica

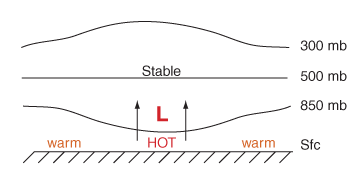
Corte vertical de uma depressão térmica

Depressão térmica é uma depressão não frontal que ocorre sobre os continentes nas regiões subtropicais durante a estação quente, como resultado do aquecimento intenso relativamente ao ambiente envolvente. Ocorrem depressões térmicas perto do Deserto de Sonora, no Planalto Mexicano, no Vale Central da Califórnia, no Deserto do Sara, no noroeste da Argentina, no noroeste da Austrália, na Península Ibérica e no Planalto do Tibete.
Sobre o continente, o aquecimento rápido e intenso da superfície da terra provoca o aquecimento das camadas inferiores da atmosfera através da re-radiação de energia no espectro infravermelho. O ar quente que daí resulta é menos denso que o ar fresco envolvente. Isto, combinado com a subida do ar quente, provoca a formação de uma região de baixa pressão atmosférica. A altitude pode aumentar a intensidade da depressão, uma vez que o aquecimento é mais rápido. Sobre a água, formam-se depressões de instabilidade durante o inverno quando o ar sobre a terra é mais fresco do que o corpo de água mais quente. As depressões térmicas tendem a ter circulação fraca e podem-se estender até 3100 de altura. Nas regiões ocidentais e meridionais da América do Norte, norte de África e sudeste Asiático, as depressões térmicas são suficientemente fortes para dar origem a condições de monção. O desenvolvimento de depressões térmicas no interior das zonas costeiras pode levar ao desenvolvimento de brisas marítimas.